# Méligny-le-Petit
Méligny-le-Petit è un comune francese di 72 abitanti situato nel dipartimento della Mosa nella regione del Grand Est.

## Società

### Evoluzione demografica
Abitanti censiti